# THE BEST 1997-2002 〜aprés Nouvelle Vague〜
『THE BEST 1997-2002 〜aprés Nouvelle Vague〜』（ザ・ベスト 1997-2002 アプレ・ヌーヴェル・ヴァーグ）は、2003年3月5日に発売されたTHE ALFEE19枚目のベスト・アルバム。

## 概要
THE ALFEEがEXPRESS移籍第1弾シングルである「Brave Love 〜Galaxy Express 999」の発売から丁度5年を経たことを記念して制作された。Bernie Grandman Masteringのブライアン・ガードナーがマスタリングを手がけた。既発曲以外に、ボーナス・トラックが収録されている。CD-EXTRA仕様。

## 収録曲
- 全曲　作詞・作曲高見沢俊彦

1. 太陽は沈まない
編曲:THE ALFEE/ストリングスアレンジ:井上鑑
2. Juliet
編曲:THE ALFEE
3. Brave Love 〜Galaxy Express 999
編曲:THE ALFEE/ストリングスアレンジ:森俊之
4. From The Past To The Future
編曲:THE ALFEE
5. 希望の鐘が鳴る朝に
編曲:THE ALFEE/ストリングスアレンジ:森俊之
6. Nouvelle Vague
編曲:THE ALFEE/ストリングスアレンジ:井上鑑
7. Punks Life
編曲:THE ALFEE
8. Justice For True Love
編曲:THE ALFEE/ストリングスアレンジ：井上鑑
9. Never Ending Dream
編曲:THE ALFEE
10. NEVER FADE
編曲:THE ALFEE
11. AUBE 〜新しい夜明け
編曲:THE ALFEE/ストリングスアレンジ：井上鑑
12. Pride ［Re-Mix］
編曲:THE ALFEE/ストリングスアレンジ：服部克久
13. (BONUS TRACK) 孤独な世代
編曲:THE ALFEE
2003年大阪国際女子マラソンイメージソング。サックスに山本拓夫、オルガンに武部聡志が参加している。

## CD-EXTRA
EXPRESSI移籍後発売されたCD・DVDの収録内容、及び当時のメンバー・スケジュールを収録。

## 予想される他のレコードからの影響
本作は、EMIから過去に発売された作品のパロディと思われるものが幾つかある。
通常盤ジャケットのデザイン - サージェント・ペパーズ・ロンリー・ハーツ・クラブ・バンドのジャケットにデザインが似ている。
メンバーのシルエット - 3人の背中を合わせたデザインとなっており、BOØWYのシルエットに似ている。なお、このシルエットは2000年に撮影した写真を基に作られている。
赤いディスク - 東芝音楽工業時代に発売していた赤盤のパロディと思われる。